# Koornmarkt (Kampen)
De Koornmarkt is een plein in de Nederlandse stad Kampen.
Op dit plein werden in de middeleeuwen agrarische producten en waaraan het plein zijn naam dankt.
Aan de Koornmarkt staat de Koornmarktspoort, de oudste stadspoort van Kampen.

## Historie
De Koornmarkt is het oudste plein van Kampen en ligt op het hoogste deel van de stad. Van oorsprong verkochten boeren hier hun waren.
De hoofdvestiging van de Protestantse Theologische Universiteit Kampen bevond zich tot augustus 2012 aan de Koornmarkt.
Voordat de universiteit het gebouw betrok was het gebouw in gebruik als kazerne (de Koornmarkt Kazerne) en vestigingsplaats van Hoofdcursus Kampen, een officiersopleiding voor de Nederlandse strijdkrachten en het KNIL.
Op het plein zijn trompetbomen en kastanjebomen in rijen geplant. De straatverlichting bestaat uit Kamper kroonlantaarns met ledverlichting.

## Fotogalerij

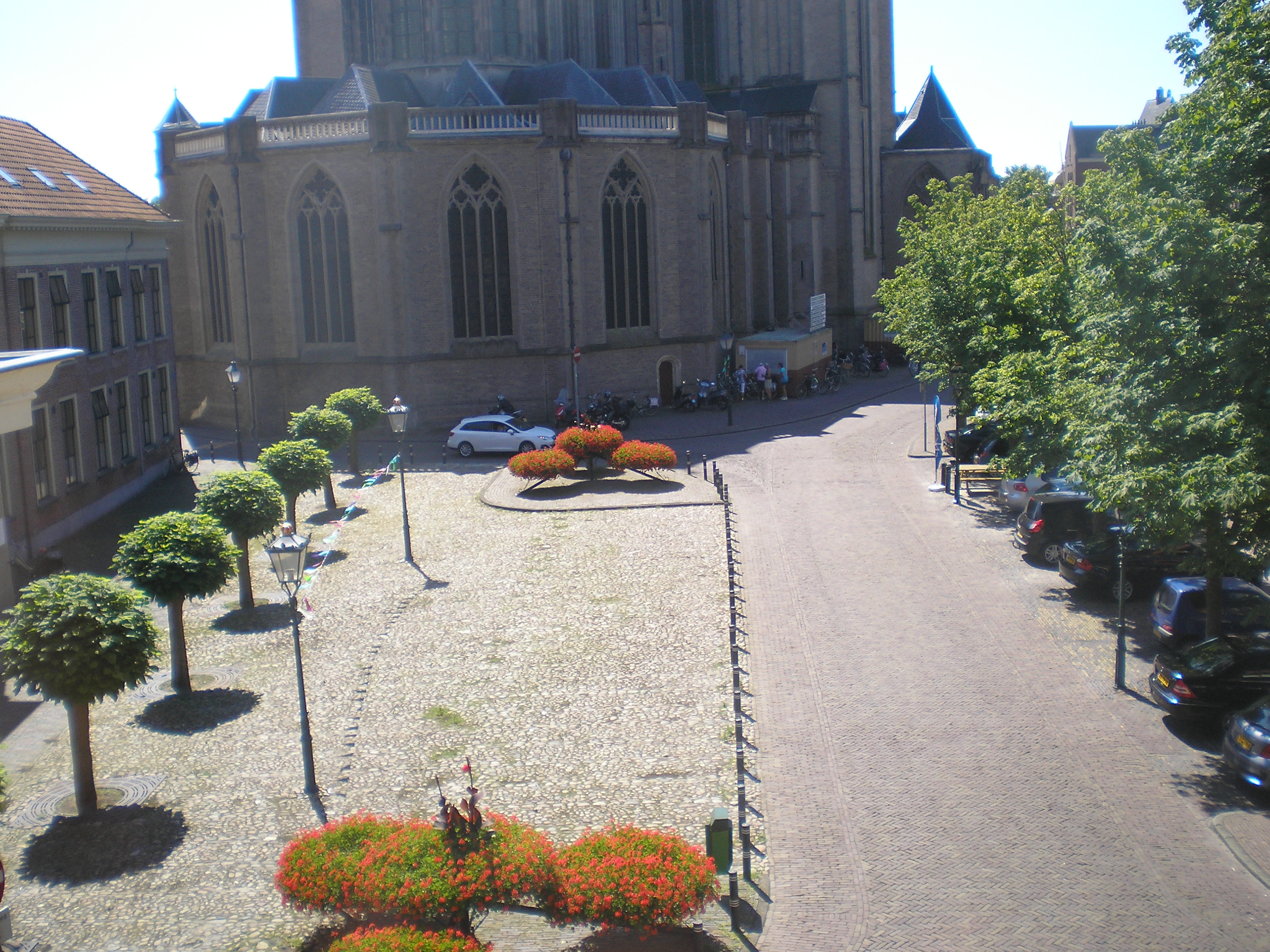
De Koornmarkt gezien vanuit de Koornmarktspoort met in de verte de Bovenkerk
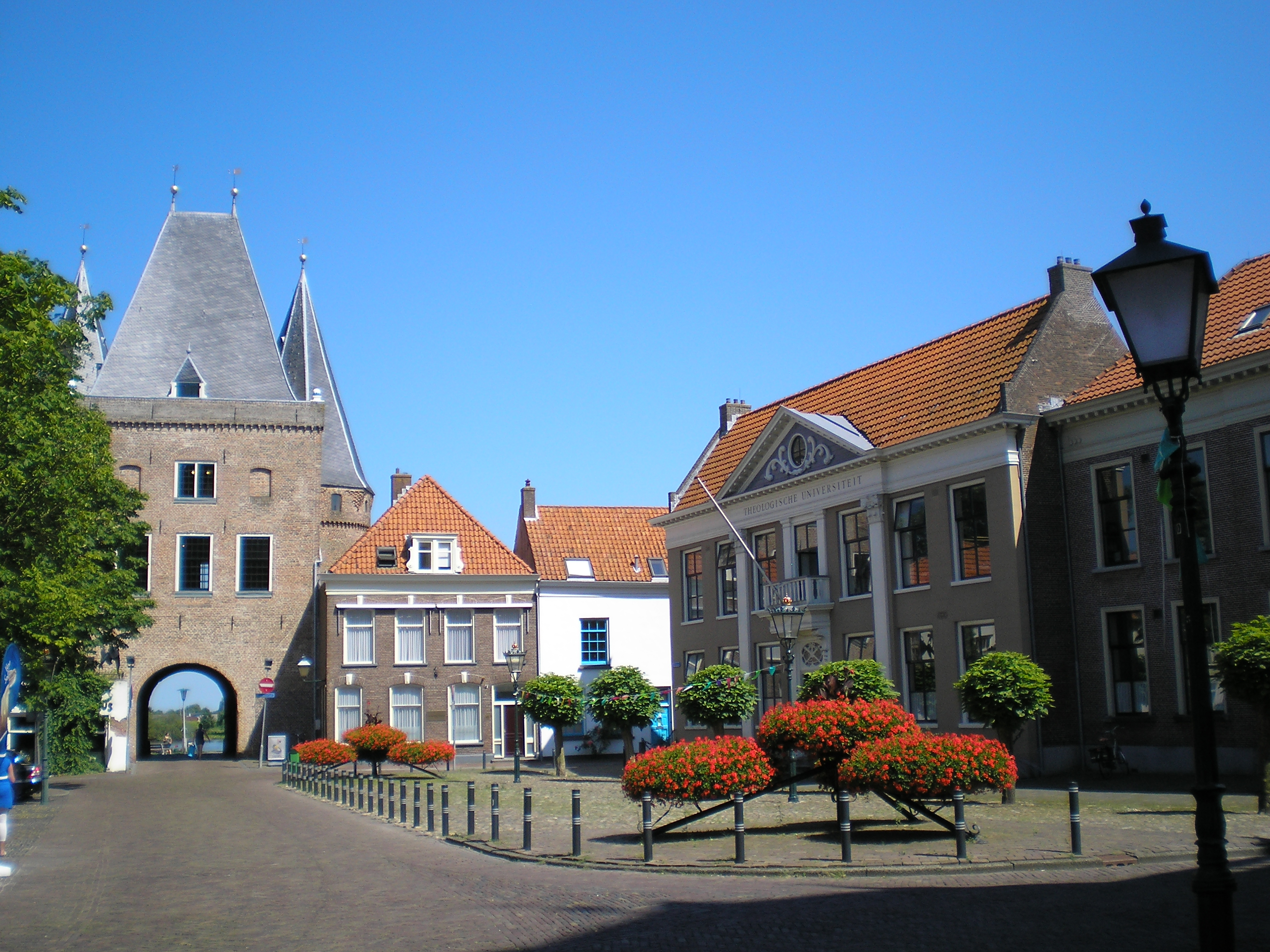
Rechts de Protestantse Theologische Universiteit en achter de Koornmarktspoort

Botermarkt ·
Broederweg ·
Buiten Nieuwstraat ·
Burgwal ·
Burgwalstraat ·
Gasthuisstraat ·
Geerstraat ·
Groenestraat ·
Kerkstraat ·
Koornmarkt ·
Muntplein ·
Nieuwe Markt ·
Oude Raadhuisplein ·
Oudestraat ·
Plantage ·
Van Heutszplein ·
Vloeddijk ·
Voorstraat ·
IJsselkade